# 현병수
현병수(1980년 8월 21일 ~ )는 대한민국의 희극 배우이다.

## 학력
- 단국대학교 대중문화예술대학원 석사
- 동국대학교 법학 학사
- 서울종합예술전문학교 겸임 교수

## 출연작

### 방송
- 웃찾사 (SBS)
- 하땅사 (MBC)
- 개그투나잇 (SBS)
- 코미디빅리그 (tvN)
  - 《한밤의 무직쇼》
  - 《깔끔기획》
  - 《리액션스쿨》진행자1 역
  - 《개인주의》(2015년 1쿼터)
  - 《노량진 랩소디》
- 하이킥3 (MBC)
- 위기탈출 넘버원 (KBS2)
- KBS 뉴스9 (KBS1)
- 청년창업런웨이 ([YTN SCIENCE]) - MC
- 똑?똑! 키즈스쿨 (MBC) - 모모
- 뽀뽀뽀 모두야 놀자 (MBC)
- 엑스가리온 (투니버스) - 현 대원 역

### 광고
- 2018년 1577-1577 대리운전